# Litopon
Litopon (grč. litos: kamen + πόνος: posao, rad) je bijeli pigment, neotrovan, na svjetlosti postojan, dobre pokrivne moći. U uporabu je ušao 1870-ih kao zamjena za olovni karbonat (olovno bjelilo) neprikladan zbog otrovnosti, koji se do tada koristio za pripravu bijelih boja. Litopon se sastoji od barijeva sulfata i cinkova sulfida, a dobiva se taložnom reakcijom barijeva sulfida i cinkova sulfata, odvajanjem taloga filtracijom te prženjem na 600 °C. Iako se sve više nadomješta titanijevim dioksidom, litopon i danas služi za pigmentiranje boja i lakova (naliča), kože, gume, plastike, tiskarskih boja, voštanoga platna, linoleuma, papira i drugog.

## Svojstva i osobine
U uporabu je ušao 1870-ih kao zamjena za olovni karbonat (neprikladan zbog otrovnosti), koji se do tada rabio za pripravu bijelih boja. Litopon se sastoji od barijeva sulfata i cinkova sulfida. Dobiva se taloženom reakcijom barijeva sulfida i cinkova sulfata, odvajanjem taloga filtracijom te prženjem na 600 °C.

## Uporaba
Iako se sve više nadomješta titanijevim oksidom, litopon i danas služi za pigmentiranje boja i lakova, kože, gume, plastike, tiskarskih boja, linoleuma, voštanoga platna, linoleuma, papira i drugog.

## Litopon kao pigment
Pod litoponom se razumije bijeli pigment nastao istodobnim taloženjem (koprecipitacijom) cinkovog sulfida i barijevog sulfata. Njihova ekvimolarna smjesa s jednadžbom ZnS∙BaSO4 sadrži, s obizrom na ukupnu masu, 29,4% ZnS i 70,6% BaSO4. Kako optička svojstva te smjese ovise u prvom redu o cinkovom sulfidu, proizvode se i vrste litopona u kojima je njegov maseni udjel mnogo veći (i do 60%). Dakle litopon se proizvodi taložnom reakcijom iz otopine cinkovih soli (cinkov sulfat) i barijevog sulfida:
{\displaystyle \mathrm {Zn^{2+}} +\mathrm {SO_{4}^{2-}} +\mathrm {Ba^{2+}} +\mathrm {S^{2-}} \rightarrow \mathrm {ZnS} +\mathrm {BaSO_{4}} }
Otopina cinkovog sulfata pripravlja se i pročišćuje jednako kao i za proizvodnju pigmenta cinkovog sulfida, dok se barijev sulfid dobiva redukcijom minerala barita koksom. Da bi se proizveo litopon s više cinkovog sulfida (više od 30%), u otopinu se prilikom taloženja dodaje višak cinkovih iona u obliku cinkovog klorida. Istaloženi sirovi litopon kalcinira se na temperaturi oko 700 °C da se postigne potrebna veličina čestica i da proizvod poprimi svojstva pigmenta. U smjesu se prije kalciniranja dodaju i male količine kobaltnih soli koje stabiliziraju cinkov sulfid na visokoj temperaturi tako da on ne posivi. 
Litopon je u upotrebi kao bijeli pigment već više od 170 godina i tek je u zadnje vrijeme potisnut titanijevim dioksidom. Pokrivna mu je moć oko 20% slabija od pokrivne moći titanijevog dioksida, ali naličima daje veću otpornost prema abraziji. Slično kao i za cinkov oksid, kvaliteta litopona označuje se takozvanim pečatima. Maseni udjel cinkovog sulfida u crvenom pečatu iznosi 30%, u zelenom 40%, a u srebrnom 60%, pa se u tom smislu povećava i kvaliteta litopona. Proizvodi se i smjesa litopona i titanijevog dioksida u omjeru ZnS : BaSO4 : TiO2 = 60 : 25 : 15.
Naknadnom površinskom obradom litopon poprima posebna svojstva o kojima ovisi njegova tehnička primjena. Odlikuje se dobrom pokrivnom moći, svjetloćom i čistoćom tona, dobrim reološkim svojstvima, dobro se podnosi sa svim obojenim pigmentima i ne zahtijeva mnogo veziva. To ga čini vrlo cijenjenim bijelim pigmentom u industriji boja i lakova, posebno za temeljne boje, kitove i mase za unutarnju primjenu. Osim togam litopon se mnogo upotrebljava i kao pigment za vanjske i unutarnje disperzijske boje, a manje se primjenjuje u proizvodnji zidarskih boja koje se nanose na žbuku i beton, za pigmentiranje plastičnih masa, u proizvodnji tiskarskih boja, slikarskih boja, kozmetičkih proizvoda i tako dalje.